# Grabówka (powiat kędzierzyńsko-kozielski)
Grabówka (dodatkowa nazwa w j. niem. Sackenhoym) – wieś w Polsce położona w województwie opolskim, w powiecie kędzierzyńsko-kozielskim, w gminie Bierawa, pomiędzy Bierawą a Korzonkiem.
W latach 1975–1998 miejscowość administracyjnie należała i nadal należy do województwa opolskiego.

## Historia
Kolonia założona przez Sackenhoyma von Bierawa w drugiej połowie XVIII wieku. W jej skład wchodziło 308 mórg roli i 2 morgi łąk zasiedlonych przez 29 chałupników. Wieś posiadała własną pieczęć gminną, na której wizerunku przedstawiono wspiętego, zwróconego w prawo lwa trzymającego kosę.
W 1830 r. właścicielem kolonii został hrabia Leopold von Gaschin.

## Zabytki
- przydrożna kapliczka murowana z połowy XIX wieku

## Komunikacja
Przedsiębiorstwo Komunikacji Samochodowej S.A. posiada w Grabówce zlokalizowany przystanek.